# Jean Baudrillard
Jean Baudrillard (franska: [ʒɑ̃ bodʁijaʁ]), född 27 juli 1929 i Reims, död 6 mars 2007 i Paris, var en fransk sociolog och filosof. Hans verk förknippas ofta med postmodernismen samt poststrukturalismen.

## Biografi
Baudrillard föddes i Reims i Frankrike och studerade tyska vid Sorbonnes universitet i Paris. Han arbetade som översättare och kritiker och fortsatte sina studier i filosofi och sociologi. År 1966 lade han fram sin doktorsavhandling Le système des objets (Objektens system) under vägledning av Henri Lefebvre. Från 1966 till 1972 arbetade han som forskningsassistent (maître assistant) och som adjunkt (maître de conférence en sociologie). Han började att undervisa som professor vid Sorbonne.
Han arbetade mellan 1986 och 1990 som directeur scientifique (forskningsledare) vid IRIS (Institut de Recherche et d'Information Socio-Économique) vid Sorbonne. Sedan 2001 var han professor i filosofi, kultur och mediakritik vid European Graduate School. Han fortsatte att stötta Institut de Recherche sur l'Innovation Sociale vid Centre National de la Recherche Scientifique (CNRS).

## Teori
Baudrillard kom från 1970-talet och framåt att vända sig från den marxistiska teoribildningen och istället utarbeta en egenartad teori om det postmoderna. Där det moderna samhället kännetecknades av produktion har det postmoderna kommit att kännetecknas av simulering och en slags implosion i tecken och symboler från olika massmedia. Han menar att det som definierar dagens samhälle är media, cybernetiska modeller, datorer, informationsproduktion, underhållnings- och kunskapsindustrier. Ur dessa system kommer en mängd tecken och symboler. Tecknen dominerar våra liv. Om traditionella tecken och symboler betecknar någonting specifikt så var det viktigt för Baudrillard att tecknen i det postmoderna inte längre står för något som har sin grund i något reellt existerande; de refererar snarare till sig själva och andra tecken. I dagens samhälle har vi tappat kontakten med verkligheten. Idag rör vi oss i ett samhälle där det finns modeller av en verklighet utan någon reell grund; en hyperrealitet produceras, och det är i den hyperrealiteten vi lever. Det verkliga har inte längre någon betydelse och kan knappt sägas existera alls. Tecknen föregår verkligheten, ordningen kastas om och simuleringen skapar vår värld. Media fråntar allting dess ursprungliga mening och värde. I sitt teoribygge om hyperrealiteten var Baudrillard influerad av Marx idéer om varufetischism och Saussures teckenlära.
Baudrillards teorier är ofta dragna till sin spets och väldigt radikala. Ett exempel finns i boken La Guerre du Golfe n'a pas eu lieu i vilken han argumenterar för att det "första" Gulf-kriget i början av 90-talet inte över huvud taget var ett, i konventionell mening, krig. I introduktionen till denna bok finns en lustig anekdot som väl beskriver Baudrillards diskussion om verkligheten som producerad av media; den amerikanska nyhetskanalen CNN slog i ett inslag om kriget över till sina reportrar live i Irak för att fråga dem vad som för tillfället hände på plats, bara för att upptäcka att reportrarna tittade på CNN för att själva ta reda på det. Propagandan har i vårt samhälle gått från att snedvrida bilden av vad som inträffar till att bli något som konstruerar vad som faktiskt kommer att inträffa. Baudrillard argumenterar för att Gulf-kriget var hyperreellt och förprogrammerat av USA. Irak, som i själva verket självklart inte var i närheten av den amerikanska styrkan, utmålades som en farlig fiende som måste besegras, och sedan också besegrades. Iraks missiler var värdelösa och dess elittrupper drogs tillbaka före avslutningen av kriget. Baudrillard menade att kriget inte hade något verkligt objekt, det handlade om sig själv, om krigets mening, status och framtid; ett hyperreellt krig för att testa krigets möjlighet i den postmoderna världen.